# Albert Miserey
Albert Miserey, né à Ménilles (Eure) le 31 juillet 1862 et mort à Pacy-sur-Eure (Eure) le 18 novembre 1938, est un sculpteur français.

## Biographie
De condition modeste, Albert Miserey est d'abord tailleur de pierre « comme son illustre devancier Michel-Ange » et, comme lui, sa vocation l'amena à l'art statuaire. 
Il est élève de l'école des arts décoratifs de Paris entre 1881 et 1883, où il obtient de nombreuses récompenses. Il reçoit en 1882-1883 les conseils du sculpteur et enseignant Charles Gauthier. Admis aux Beaux-Arts de Paris, il suit les enseignements d'Émile Thomas. Il reçoit le prix Lemaire en 1890 pour La Mort de César. Il sort diplômé en 1892.
Son domicile parisien se trouve au 36, rue Dutot.
De retour en Normandie, il ouvre un atelier à Ménilles, sa commune natale.

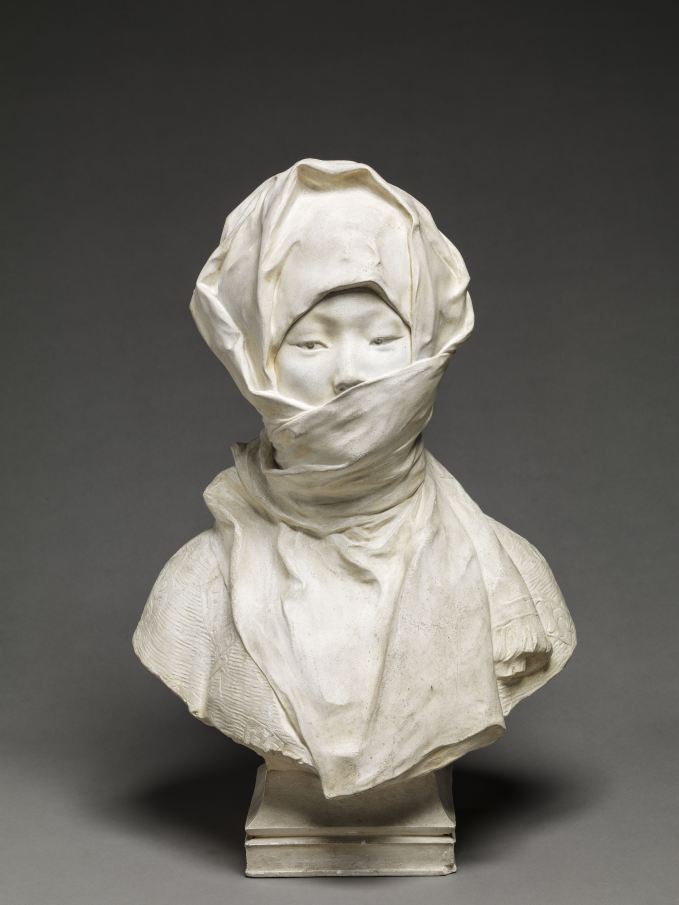
La Japonaise, 1901, plâtre, 52 x 36 x 30 cm. Nemours, Château-Musée, 1903.105.1

## Œuvre
Miserey expose annuellement au Salon des artistes français à partir de 1893, où il livre les bustes en plâtre du colonel Nairince, et de La Tour d'Auvergne,.
Ce buste orne la salle d'honneur du 46e de ligne[Où ?]. Deux exemplaires sont conservés au musée des Beaux-Arts de Quimper, dont un exemplaire en marbre.
Puis il envoie les œuvres suivantes : 
- Buste de Jeune femme voilée ou Japonaise[10], 1901, musée de Nemours[11] ;
- Le Poison des Borgia, statue en plâtre[12], musée des Beaux-Arts de Bernay[13] ;
- Buste de M. X, 1895[1] ;
- Danseuse, 1897, statuette en  marbre, acquise par le député Modeste Leroy[1] ;
- Buste d'homme, 1897[14], Vernon, musée Alphonse-Georges-Poulain ;
- Buste décoratif, 1898, pierre, propriété du sénateur Albert Parissot[1] ; modèle en bronze à Beaumont-le-Roger ;
- Buste de Victor Milliard, sénateur de l'Eure, ancien ministre de la Justice, plâtre, qui reparaît en marbre en 1901[1] ;
- Buste de Georges Gossart, architecte départemental[15], 1899, plâtre[1] ;
- La Source, 1900, statuette en marbre, musée des Beaux-Arts de Bordeaux[16],[17], reproduite en marbre polychrome en 1901 et destinée à un musée ;
- Tombeau d'Anatole Guindey, maire d'Évreux et sénateur de l'Eure, 1901, Évreux, cimetière Saint-Louis d'Évreux[1] ;
- Portait de Mme Louis T.[18], médaillon en bronze, 1903 ;
- Portrait d'homme barbu, 1908, médaillon en plâtre[19], Vernon, musée Alphonse-Georges-Poulain.

On doit encore à cet artiste l'important groupe de mineurs qui ornait le palais des Mines à l'Exposition universelle de 1900 ou encore un médaillon de Mérimée, père de Prosper Mérimée, pour la mairie de Broglie (Eure).
Différents travaux d'art pour les mairies d'Évreux, de Vernon sont relevés mais non relatés en détail. Cependant, il est avéré que la façade du théâtre municipal d'Évreux est ornée de ses deux bustes de Boieldieu et Corneille. Il sculpte le buste en bronze du maire de Vernon Adolphe Barrette pour l'hôtel de ville de Vernon. La commune de Ménilles lui doit son Monument aux morts.

## Réception critique
- « M. Miserey a une qualité maîtresse plus rare qu'on ne pourrait croire en sculpture : il fait ressemblant. Il ne s'en tient pas là ; il cherche, trouve, traduit l'expression. On peut dire qu'ils parlent ou qu'ils vont parler, ses portraits, quand on a vu celui de M. Milliard. » ― Le Rappel de l'Eure, n.d[25].
- « Il faut ajouter que l'œuvre de cet artiste présente les qualités d'exécution et de métier les plus dignes d'éloge[1]. »

## Récompenses
Albert Miserey a reçu une 3e médaille en 1894 et une 2e en 1901.